# Punta del Boixet
La Punta del Boixet és una muntanya de 1.249 metres que es troba al municipi de la Sénia, a la comarca catalana del Montsià. Prop del cim, cap al nord, hi ha el port de Falgars (1.207 metres) i encara més al nord, i ja dins de la comarca del Matarranya, hi ha un vèrtex geodèsic (referència 241156001).